# コントロール (河合奈保子の曲)
「コントロール」は、河合奈保子の17枚目のシングル。1984年6月1日に日本コロムビアからリリースされた。EPの規格品番はAH-460。

## 概要
A面曲は、「みずいろの雨」「パープルタウン」などの大ヒットで知られるシンガーソングライターの八神純子が、河合のシングル曲では初めて作曲を担当した。
B面曲の「夏の日の恋」は、八神純子のシングル「Mr.ブルー 〜私の地球〜」のB面に収録されていた曲のカヴァー。
アルバム『Summer Delicacy』と同時発売された。なお、同アルバムに表題曲「コントロール」は収録されていない。

## 収録曲
1. コントロール
作詞：売野雅勇／作曲：八神純子／編曲：鷺巣詩郎
2. 夏の日の恋
作詞：三浦徳子／作曲：八神純子／編曲：大村雅朗